# Leadair-Unijet-Flug 001N
Der Leadair-Unijet-Flug 001N (Flugnummer ICAO: LEA001N, IATA: BN001N) war ein internationaler Charterflug der Leadair Unijet vom Flughafen Le Bourget bei Paris zum Flughafen Sibiu am 20. Januar 1995. Auf diesem Flug stürzte die eingesetzte Maschine des Typs Dassault Falcon 20E aufgrund von massiven Triebwerksschäden infolge eines Vogelschlags kurz nach dem Start ab, wobei alle 10 Insassen an Bord starben.

## Maschine
Bei der verunfallten Maschine handelte es sich um eine im Jahr 1972 gebaute Dassault Falcon 20E mit der Modellseriennummer 255. Die Maschine wurde zunächst mit dem Luftfahrzeugkennzeichen F-WRQP auf den Hersteller zugelassen. Im Juni 1972 wurde sie an die Jordanischen Luftstreitkräfte ausgeliefert und erhielt in diesem Zusammenhang das militärische Luftfahrzeugkennzeichen 122 und wurde mit dem Flottennamen JY betrieben. Ab Juni 1975 bis Dezember 1982 war die Maschine auf den omanischen Staat zugelassen und trug in dieser Zeit das schweizerische Kennzeichen HB-VDZ. Ab Januar 1983 war die Maschine mit dem Luftfahrzeugkennzeichen N2724K auf Northwest Pipeline Inc. registriert. Ab März 1985 wurde die Maschine mit dem Kennzeichen VH-HIF für Hamilton Island Enterprises Pty. betrieben. Ab Februar 1987 war die Maschine mit dem Luftfahrzeugkennzeichen VH-MIQ auf Christopher Skase von Mirage Resorts zugelassen. Die Maschine wurde im Weiteren mit dem Kennzeichen N721J betrieben, ehe sie am 24. Januar 1990 abgemeldet wurde. Im selben Jahr wurde die Maschine mit ihrem letzten Luftfahrzeugkennzeichen F-GHLN auf Lead Air Service zugelassen. Das zweistrahlige Geschäftsreiseflugzeug war mit zwei Turbojettriebwerken des Typs General Electric CF700-2D-2 ausgestattet. Bis zum Zeitpunkt des Unfalls hatte die Maschine eine Gesamtbetriebsleistung von 7.865 Betriebsstunden absolviert.

## Insassen
Zum Unfallzeitpunkt befanden sich 10 Personen an Bord. Zu den sieben Passagieren, die den Flug nach Sibiu angetreten hatten, gehörte der Vorstandsvorsitzende des Lebensmittelkonzerns Saint-Louis.
Es befand sich eine dreiköpfige Besatzung an Bord. Der Flugkapitän verfügte über 6.191 Stunden Flugerfahrung, wovon 668 Stunden auf die Dassault Falcon 20 entfielen. Der Erste Offizier hatte von seinen 3.130 Stunden Flugerfahrung 451 im Cockpit der Dassault Falcon 20 abgeleistet.

## Unfallhergang
Nach dem Start von der Startbahn 25 des Flughafens Paris-Le Bourget kollidierte das Flugzeug im Anfangssteigflug mit Vögeln. Das linke Triebwerk leuchtete beim Startlauf auf und fiel kurz darauf aus und explodierte dann. Die Besatzung erklärte einen Notfall und erhielt eine Freigabe zur Rückkehr und Notlandung. Im Endanflug riss das linke Triebwerk ab. Die Maschine sank daraufhin in einem Winkel von 15 Grad und schlug um 17:32 Uhr in der Nähe der Schwelle der Landebahn 21 auf dem Boden auf. Sie rutschte 430 Meter weit, kam dann zum Stehen und ging in Flammen auf. Die Falcon wurde durch den Brand völlig zerstört und alle 10 Insassen kamen ums Leben.

## Ursache
Als ursprüngliche Unfallursache wurde ein uneingedämmter Triebwerksschaden am linken Triebwerk vermutet, der das Heckteil der Maschine in Brand setzte. Im Abflugbereich der Maschine lagen tote Vögel auf dem Boden. Teile des linken Triebwerks, einschließlich der Scheibe des Gebläseteils, wurden entlang des anfänglichen Steigpfads gefunden. Als wahrscheinliche Ursache wurde daraufhin angenommen, dass der Unfall das Ergebnis einer Kombination eines massiven Vogelschlags durch eine Kollision der Maschine mit einem Schwarm Kiebitze und eines unkontrollierten Ausfalls der Überdrehvorrichtung des betroffenen Triebwerks war. Hierdurch sei es zu einem Brand gekommen, der zum Kontrollverlust führte, als sich die Maschine in der Endphase eines Notlandeversuchs befand.